# Təhlə (Bərdə)
Təhlə è un comune dell'Azerbaigian situato nel distretto di Bərdə. Conta una popolazione di 140 abitanti.